# Abatia spicata
Abatia spicata är en videväxtart som först beskrevs av Porphir Kiril Nicolai Stepanowitsch Turczaninow, och fick sitt nu gällande namn av Herman Otto Sleumer. Abatia spicata ingår i släktet Abatia och familjen videväxter. Inga underarter finns listade i Catalogue of Life.